# Haematostaphis
Haematostaphis  es un género de plantas con cuatro especies,  perteneciente a la familia de las anacardiáceas.

## Taxonomía
El género fue descrito por Joseph Dalton Hooker y publicado en Transactions of the Linnean Society of London 23: 169. 1860. La especie tipo es: Haematostaphis barteri

## Ubicación
Su área nativa se extiende desde el oeste de África tropical hasta Sudán.

## Especies
| - Haematostaphis barteri - Haematostaphis deliciosa - Haematostaphis pierreana - Haematostaphis purpurascens |